# Котяково
Котяково (рос. Котяково) — село в Карсунському районі Ульяновської області Російської Федерації.
Населення становить 102 особи. Входить до складу муніципального утворення Горенське сільське поселення.

## Історія
Від 2004 року входить до складу муніципального утворення Горенське сільське поселення.

## Населення
| 2010 |
| ---- |
| 102  |